# ケリー・フォン・エリック
ケリー・フォン・エリック（Kerry Von Erich、本名：Kerry Gene Adkisson、1960年2月3日 - 1993年2月18日）は、アメリカ合衆国のプロレスラー。ニューヨーク州バッファロー出身。鉄の爪フリッツ・フォン・エリックの息子（四男。レスラーのフォン・エリック兄弟としては三男）。
WWF（現：WWE）ではテキサス・トルネード（The Texas Tornado）のニックネームでも活躍した。日本では「虎の爪」の異名を持つ。
娘のレイシー・フォン・エリックも女子プロレスラーとして、2007年から2010年にかけてFCWやTNAなどで活動していた。

## 来歴
血筋を背負い1979年にプロレスラーとしてデビュー。父が主宰する地元ダラスのWCCW（World Class Championship Wrestling）を主戦場に、ベテランのアーニー・ラッド、マーク・ルーイン、ザ・グレート・カブキらに揉まれてキャリアを積み、同世代のジノ・ヘルナンデス、キングコング・バンディ、ファビュラス・フリーバーズらとの抗争を通し次代のスター候補として期待を寄せられる。
1983年1月23日、ミズーリ州セントルイスでハーリー・レイスを破り、NWA世界王者への登竜門とされたミズーリ・ヘビー級王座を獲得。同年3月には全日本プロレスに初来日。4月4日に鶴岡にて石川敬士、4月7日に宮城県スポーツセンターにて天龍源一郎を相手に、ミズーリ王座の防衛戦を行っている。シリーズ中は同時参戦していたテッド・デビアスとも度々タッグを組み、テリー・ファンクを交えたトリオも実現した。
1984年5月6日、テキサス・スタジアムでの兄デビッド・フォン・エリックの追悼興行においてリック・フレアーを破り、第67代NWA世界ヘビー級王者となる。同月、王者として全日本プロレスに再来日。5月22日に田園コロシアムでジャンボ鶴田の挑戦を退けるが、5月24日に横須賀市総合体育会館で前王者フレアーに敗れ、王座から陥落した（NWA世界王者時代の挑戦者は、テリー・ゴディ、フレアー、マイク・ロトンド、スーパースター・ビリー・グラハム、ロン・バス、ブラック・バート、鶴田の7名）。
1985年10月からはブルーザー・ブロディの仲介で新日本プロレスに来日するようになり（ブロディも同年4月より全日本から新日本へ移籍）、兄のケビン・フォン・エリックと組んで藤波辰巳&木村健吾のWWFインターナショナル・タッグ王座に挑戦している。翌年には前田日明とのシングルマッチも行われた。
1986年6月、オートバイ事故を起こし右足を切断する重傷を負う。一時は再起不能とされたが、義足を付けて1987年に奇跡的にカムバックを果たした（しかし、この事故により傷の痛みや幻肢痛に悩まされ、それを紛らわすために薬物を使用し、ペインキラー依存症となる）。切断の件はレスラー仲間にも口外せず、義足を隠すためにブーツを履いたままシャワーを浴びていたという。

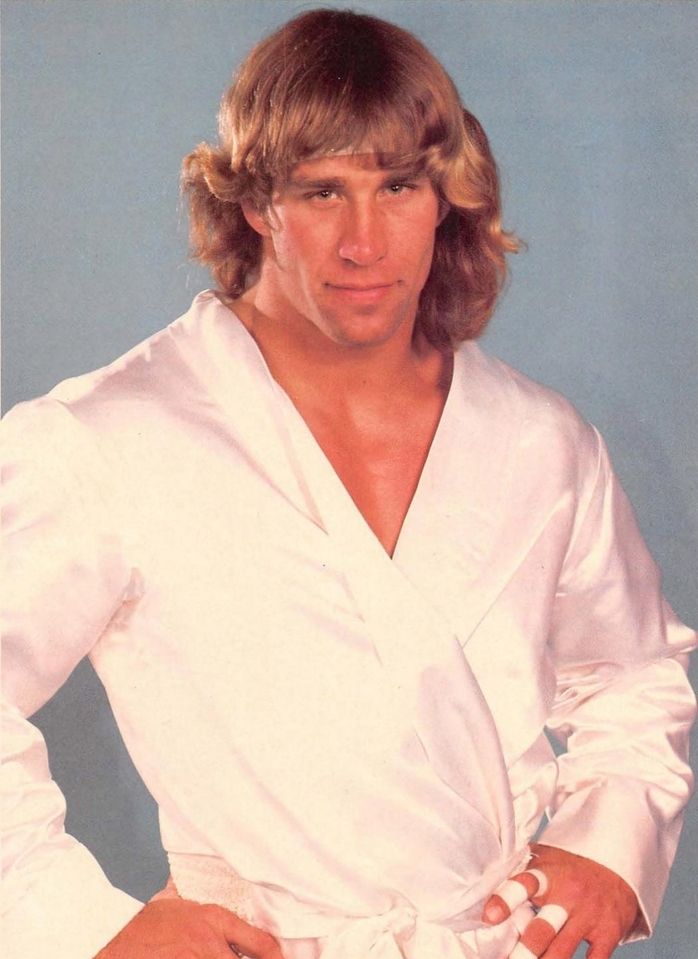
オートバイ事故後のケリー（1987年）

カムバック後の1988年には本拠地のWCCWにおいて、NWAアメリカン・ヘビー級王座の後継タイトルであるWCWA世界ヘビー級王座を獲得。以降、当時のAWA世界ヘビー級王者ジェリー・ローラーと、王座統一を賭けた「テキサス対テネシー」の抗争を繰り広げた。タイトルは勝者ローラーによって統一され、1989年よりUSWA統一世界ヘビー級王座と改称。WCCWもローラーとジェリー・ジャレットが主宰していたテネシーCWAとの合併でUSWAとして再出発するが、1990年9月に興行収益を巡るトラブルでテネシー派と袂を分かつ。
ケリーもUSWAを離れ、1990年夏よりWWFに参戦。8月27日のサマースラムではミスター・パーフェクトからインターコンチネンタル・ヘビー級王座を奪取した。WCCWでの盟友でもあったアルティメット・ウォリアーともタッグを組み、同年11月22日開催のサバイバー・シリーズではウォリアー&リージョン・オブ・ドゥームと "The Warriors" を結成して出場、ミスター・パーフェクト&デモリッション（アックス、スマッシュ、クラッシュ）と対戦した。1991年3月24日にはレッスルマニアVIIにおいてディノ・ブラボーから勝利を収めている。同年3月と12月には当時WWFと提携していたSWSの東京ドーム大会に出場、翌年7月にはWARの旗揚げ興行に参戦した。WWFには1992年8月まで所属し、退団後はテキサスのインディー団体を転戦した。
1993年、コカインの使用により起訴される。他のドラッグ使用による執行猶予中だったこともあり、2月18日に実刑を伴う有罪が確定。同日、自宅において（当所では有罪が確定した人物には1日の執行猶予が与えられる）ピストルにより自らの命を絶った。

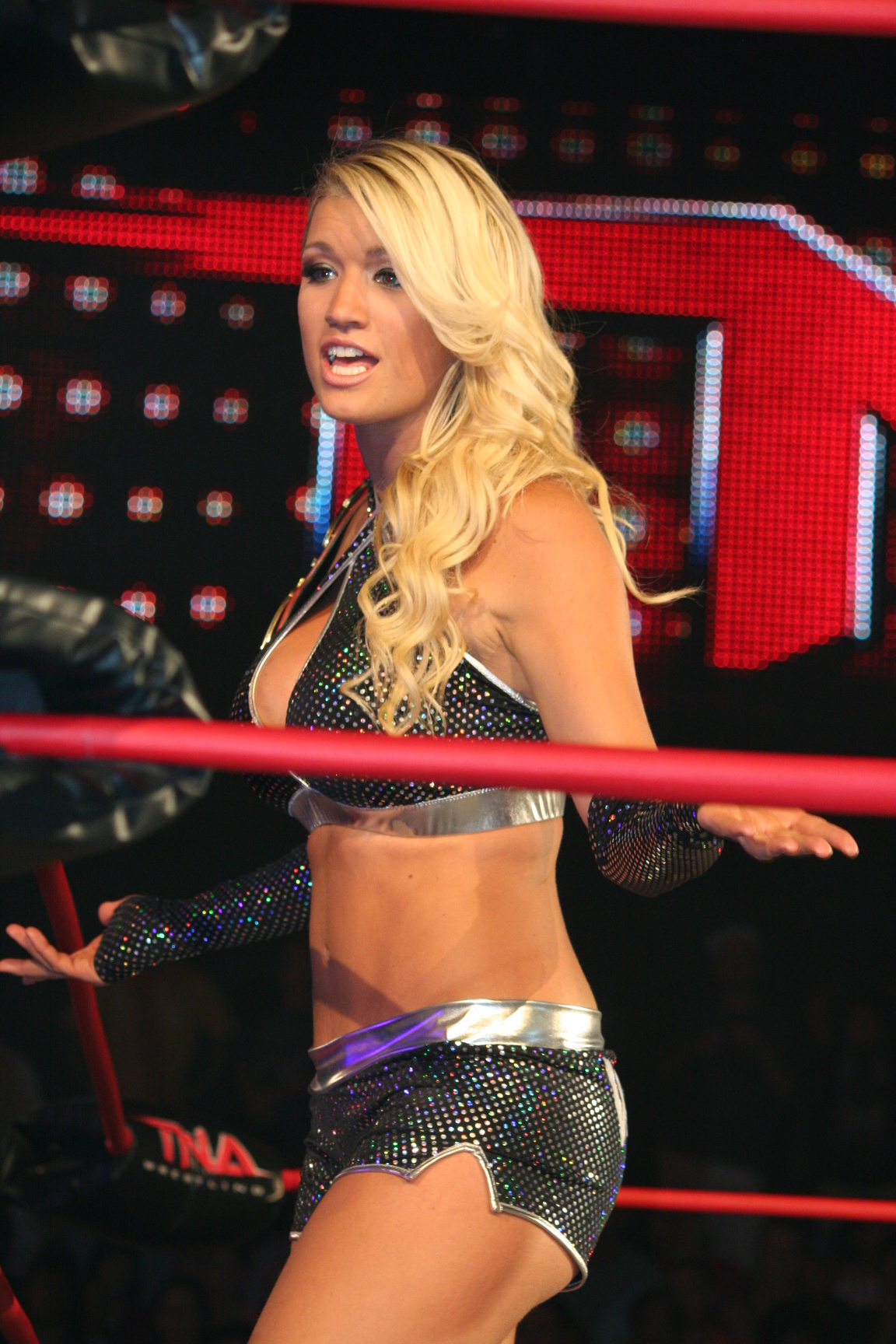
TNAでの実娘レイシー・フォン・エリック（2010年）

2007年、遺児である娘レイシー・フォン・エリックがWWEと育成契約を結び、傘下のFCWで女子プロレスラーとしてデビュー。2009年から2010年まではTNAに参戦した。
2009年4月、フォン・エリック・ファミリーの一員として、父のフリッツ、兄のケビン&デビッド、弟のマイク&クリスと共にWWE殿堂に迎えられた。

## 得意技
- ディスカス・パンチ（学生時代に円盤投の選手だったことを応用した回転パンチ。WWFでは「トルネード・パンチ」と呼ばれた）
- タイガー・クロー（アイアンクロー）

## 獲得タイトル
ナショナル・レスリング・アライアンス
- NWA世界ヘビー級王座：1回[5]

セントルイス・レスリング・クラブ
- NWAミズーリ・ヘビー級王座：1回[2]

ワールド・クラス・チャンピオンシップ・レスリング
- NWAテキサス・ヘビー級王座：3回[24]
- NWAテキサス・タッグ王座：3回（w / ブルーザー・ブロディ×1、スキップ・ヤング×1、タイガー・コンウェイ・ジュニア×1）[25]
- NWAアメリカン・ヘビー級王座：5回[26]
- NWAアメリカン・タッグ王座：7回（w / ブルーザー・ブロディ×3、ケビン・フォン・エリック×2、アル・マドリル×1、エル・ハルコン）[27]
- NWA世界タッグ王座（テキサス版）：3回（w / アル・マドリル×2、テリー・オーンドーフ（英語版）×1）[28]
- NWA世界6人タッグ王座（テキサス版）：6回（w / ケビン&デビッド・フォン・エリック×2、ケビン&マイク・フォン・エリック×1、ケビン&ブライアン・アディアス×1、ケビン&ランス・フォン・エリック×1、ケビン&マイケル・ヘイズ×1）[29]
- WCWA世界ヘビー級王座：4回[12]
- WCWA世界タッグ王座：4回（w / ケビン・フォン・エリック×3、ジェフ・ジャレット×1）[30]

ワールド・レスリング・フェデレーション / エンターテインメント
- WWFインターコンチネンタル・ヘビー級王座：1回[15][16]
- WWE殿堂：2009年度（インダクターはマイケル・ヘイズ）[23]

ユナイテッド・ステーツ・レスリング・フェデレーション
- USWFテキサス・ヘビー級王座：1回

テキサス・レスリング・フェデレーション
- TWFテキサス・ヘビー級王座：1回

## フォン・エリック・ファミリー
|                                                   |                                                   |                                                   |                                                   |                                                   |                                                   |                        |                        |                          |                          |                          |                          |                              |                              |                              |                              |                              |                              | フリッツ・フォン・エリック |                            |                            |                            |  |  |                            |                            |                            |                            |                            |                            |  |  |                          |                          |                          |                          |                          |                          |  |  |                          |                          |                          |                          |                          |                          |  |  |  |  |  |  |  |  |  |  |  |  |  |  |  |  |  |  |  |  |  |  |  |  |  |  |  |  |  |  |  |  |  |  |  |  |
|                                                   |                                                   |                                                   |                                                   |                                                   |                                                   |                        |                        |                          |                          |                          |                          |                              |                              |                              |                              |                              |                              |                            |                            |                            |                            |  |  |                            |                            |                            |                            |                            |                            |  |  |                          |                          |                          |                          |                          |                          |  |  |                          |                          |                          |                          |                          |                          |  |  |  |  |  |  |  |  |  |  |  |  |  |  |  |  |  |  |  |  |  |  |  |  |  |  |  |  |  |  |  |  |  |  |  |  |
|                                                   |                                                   |                                                   |                                                   |                                                   |                                                   |                        |                        |                          |                          |                          |                          |                              |                              |                              |                              |                              |                              |                            |                            |                            |                            |  |  |                            |                            |                            |                            |                            |                            |  |  |                          |                          |                          |                          |                          |                          |  |  |                          |                          |                          |                          |                          |                          |  |  |  |  |  |  |  |  |  |  |  |  |  |  |  |  |  |  |  |  |  |  |  |  |  |  |  |  |  |  |  |  |  |  |  |  |
| ジャック・アドキッソン・ジュニア （幼少期に死去） | ジャック・アドキッソン・ジュニア （幼少期に死去） | ジャック・アドキッソン・ジュニア （幼少期に死去） | ジャック・アドキッソン・ジュニア （幼少期に死去） | ジャック・アドキッソン・ジュニア （幼少期に死去） | ジャック・アドキッソン・ジュニア （幼少期に死去） |                        |                        | ケビン・フォン・エリック | ケビン・フォン・エリック | ケビン・フォン・エリック | ケビン・フォン・エリック | ケビン・フォン・エリック     | ケビン・フォン・エリック     |                              |                              | デビッド・フォン・エリック   | デビッド・フォン・エリック   | デビッド・フォン・エリック | デビッド・フォン・エリック | デビッド・フォン・エリック | デビッド・フォン・エリック |  |  | ケリー・フォン・エリック   | ケリー・フォン・エリック   | ケリー・フォン・エリック   | ケリー・フォン・エリック   | ケリー・フォン・エリック   | ケリー・フォン・エリック   |  |  | マイク・フォン・エリック | マイク・フォン・エリック | マイク・フォン・エリック | マイク・フォン・エリック | マイク・フォン・エリック | マイク・フォン・エリック |  |  | クリス・フォン・エリック | クリス・フォン・エリック | クリス・フォン・エリック | クリス・フォン・エリック | クリス・フォン・エリック | クリス・フォン・エリック |  |  |  |  |  |  |  |  |  |  |  |  |  |  |  |  |  |  |  |  |  |  |  |  |  |  |  |  |  |  |  |  |  |  |  |  |
| ジャック・アドキッソン・ジュニア （幼少期に死去） | ジャック・アドキッソン・ジュニア （幼少期に死去） | ジャック・アドキッソン・ジュニア （幼少期に死去） | ジャック・アドキッソン・ジュニア （幼少期に死去） | ジャック・アドキッソン・ジュニア （幼少期に死去） | ジャック・アドキッソン・ジュニア （幼少期に死去） |                        |                        | ケビン・フォン・エリック | ケビン・フォン・エリック | ケビン・フォン・エリック | ケビン・フォン・エリック | ケビン・フォン・エリック     | ケビン・フォン・エリック     |                              |                              | デビッド・フォン・エリック   | デビッド・フォン・エリック   | デビッド・フォン・エリック | デビッド・フォン・エリック | デビッド・フォン・エリック | デビッド・フォン・エリック |  |  | ケリー・フォン・エリック   | ケリー・フォン・エリック   | ケリー・フォン・エリック   | ケリー・フォン・エリック   | ケリー・フォン・エリック   | ケリー・フォン・エリック   |  |  | マイク・フォン・エリック | マイク・フォン・エリック | マイク・フォン・エリック | マイク・フォン・エリック | マイク・フォン・エリック | マイク・フォン・エリック |  |  | クリス・フォン・エリック | クリス・フォン・エリック | クリス・フォン・エリック | クリス・フォン・エリック | クリス・フォン・エリック | クリス・フォン・エリック |  |  |  |  |  |  |  |  |  |  |  |  |  |  |  |  |  |  |  |  |  |  |  |  |  |  |  |  |  |  |  |  |  |  |  |  |
|                                                   |                                                   |                                                   |                                                   |                                                   |                                                   |                        |                        |                          |                          |                          |                          |                              |                              |                              |                              |                              |                              |                            |                            |                            |                            |  |  |                            |                            |                            |                            |                            |                            |  |  |                          |                          |                          |                          |                          |                          |  |  |                          |                          |                          |                          |                          |                          |  |  |  |  |  |  |  |  |  |  |  |  |  |  |  |  |  |  |  |  |  |  |  |  |  |  |  |  |  |  |  |  |  |  |  |  |
|                                                   |                                                   |                                                   |                                                   | ロス・フォン・エリック                            | ロス・フォン・エリック                            | ロス・フォン・エリック | ロス・フォン・エリック | ロス・フォン・エリック   | ロス・フォン・エリック   |                          |                          | マーシャル・フォン・エリック | マーシャル・フォン・エリック | マーシャル・フォン・エリック | マーシャル・フォン・エリック | マーシャル・フォン・エリック | マーシャル・フォン・エリック |                            |                            |                            |                            |  |  | レイシー・フォン・エリック | レイシー・フォン・エリック | レイシー・フォン・エリック | レイシー・フォン・エリック | レイシー・フォン・エリック | レイシー・フォン・エリック |  |  |                          |                          |                          |                          |                          |                          |  |  |                          |                          |                          |                          |                          |                          |  |  |  |  |  |  |  |  |  |  |  |  |  |  |  |  |  |  |  |  |  |  |  |  |  |  |  |  |  |  |  |  |  |  |  |  |